# Sant Agustí de la Riera
Sant Agustí de la Riera és la capella de la masia de la Riera, del poble de Sant Joan d'Oló, pertanyent al terme municipal de Santa Maria d'Oló, a la comarca del Bages dins la comarca natural del Moianès.
És una petita capella d'una sola nau, construïda vers el segle xix. Està situada al costat nord de la masia dels Clapers, dalt d'un turonet, a l'extrem meridional del terme municipal, a prop del límit amb Artés, Calders i Moià i a la dreta de la riera d'Oló.